# 国际妇女节
國際婦女節（英語：International Women’s Day），華語圈通称为“三八”国际妇女节或国际劳动妇女节，是為了纪念婦女權利的運動，設在每年的3月8日的国际性節日。这个纪念日在很多国家也是法定假期。各地社會在国际妇女节亦庆祝妇女在經濟、政治和社會等领域做出的重要贡献。
第一個妇女节於1909年2月28日在纽约由美國社會黨組織舉行。1909年3月8日，美国芝加哥万名女工举行街头示威游行，要求缩短工时、增加工资、获得选举权，并喊出了象征经济保障和生活品質的“面包加玫瑰”的口号。1917年3月8日，俄罗斯帝国首都彼得格勒（圣彼得堡）的紡織女工舉行罷工及游行，遍及整個城市，致使俄罗斯革命開始；七日之後，俄羅斯皇帝尼古拉二世退位，俄羅斯共和國临时政府確保妇女擁有投票权。1917年，蘇俄將3月8日定為國定假期。這一日在1975年聯合國正式确认之前，慶祝的地區主要是社会主义国家。

## 歷史
设立国际妇女节的想法是最先产生于20世纪初，当时西方各国正处在快速工业化和经济扩张阶段。惡劣的工作条件和低廉的工资使得各種抗议和罢工活动此起彼伏。1908年，有将近15000名妇女走上美国纽约街头，要求缩短工作时间，增加工资和享有选举权等，并喊出了象征经济保障和生活品質的“面包加玫瑰”的口号。首次庆祝妇女节是在1909年2月28日，当时美国社会党发表了一项宣言，号召在每年2月的最后一个星期日举行纪念活动。这样每年的庆祝活动一直持续到1913年。
有人声称妇女节是为了纪念1857年3月8日纽约女制衣工人的抗议，但研究人员声称这是一个传说，旨在将国际妇女节与其社会主义起源分开。
1910年，第二国际在丹麦哥本哈根召开首届国际妇女会议。会上德国妇女运动领袖、共產主義者克拉拉·蔡特金倡议设定一天为国际妇女节，得到与会代表的积极响应。次年3月19日，奥地利、丹麦、德国和瑞士等国总共超过一百万人举行各种活动庆祝国际妇女节。6天之后的3月25日，纽约发生了著名的三角工厂火灾，吞噬了140多名制衣女工的生命，其中大多数是意大利和犹太移民。而恶劣的工作条件被认为是导致如此重大伤亡的主要原因。这场火灾后来还对美国的劳工立法产生了重要影响。从1912年至1915年，欧洲的妇女们也于3月19日作为国际妇女节走上街头，通过举行和平集会等形式反对战争。选择这个日子是为了纪念1871年3月18日巴黎公社妇女与工人反对梯也尔军队偷袭蒙马特高地国民自卫军大炮阵地而举行武装起义。
纪念国际妇女节的活动后来还证明是俄国革命的前奏。1917年3月8日（俄曆2月23日），彼得格勒（圣彼得堡）女工举行罢工，要求得到“面包、和平与自由”；彼得格勒全市工人举行政治总罢工，二月革命由此暴发。7天后，俄羅斯皇帝尼古拉二世被迫退位，新成立的俄国临时政府宣布赋予妇女选举权。1919-1921年，国际共产主义妇女节都选在了3月5日。这是为了纪念1918年遇害的德国共產党领袖罗莎·卢森堡的诞辰。
1921年9月9日至15日，第二届国际共产主义妇女代表会议在苏联莫斯科召开，保加利亚代表建议为纪念俄国女工在二月革命中的英勇斗争，把3月8日定为国际劳动妇女节（俄語：Международный День работниц）。从1922年开始，每年的三八节成为国际劳动妇女的节日。苏联时期，每年都会在这天纪念“英雄的妇女工作者”。不过在民众中，节日的政治色彩逐渐减弱而演变成类似西方的母亲节和情人节之类向女性表达尊敬和爱意的机会。至今，这天仍是俄罗斯的法定假日，男性会赠送礼物给妇女以祝贺她们的节日。
在西方国家，国际妇女节的纪念活动在上世纪二三十年代期间正常举行，但后来一度中断。直到1960年代，随着女权运动的兴起才又逐渐恢复。联合国从1975年国际妇女年开始，每年于3月8日举办活动庆祝国际妇女节。

## 现代社会

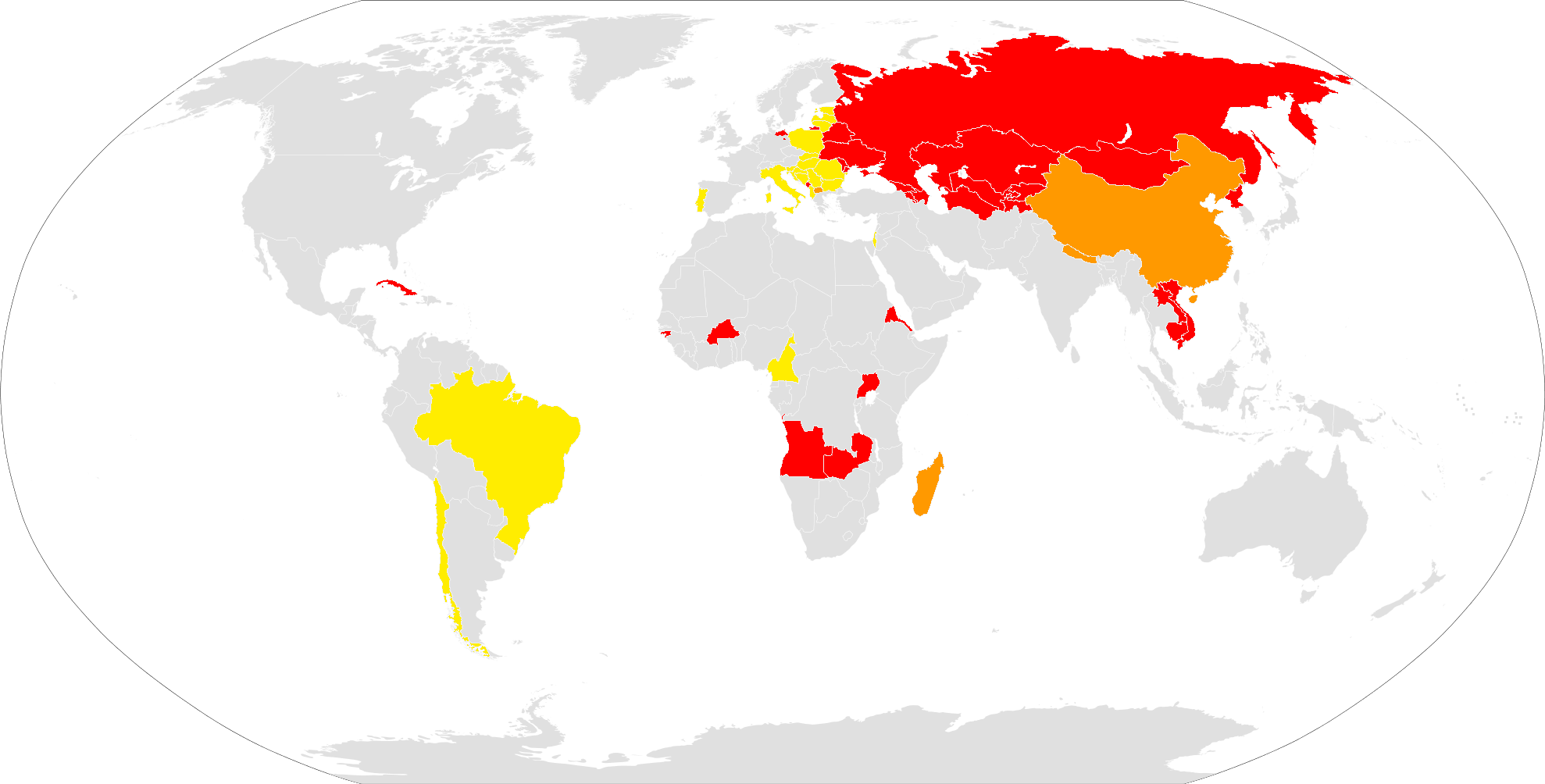
官方节假日
女性官方节假日
非官方节假日

將國際婦女節列為法定假期的國家包括：阿富汗、安哥拉、亚美尼亚、阿塞拜疆、白俄罗斯、布基纳法索、柬埔寨、中華人民共和國（只限女性）、古巴、格鲁吉亚、几内亚比绍、厄立特里亚、哈萨克斯坦、吉尔吉斯斯坦、老挝、北马其顿（只限女性）、马达加斯加（只限女性）、摩尔多瓦、蒙古、尼泊尔、俄罗斯、塔吉克斯坦、土库曼斯坦、乌干达、乌克兰、乌兹别克斯坦、越南及赞比亚。
一些國家，例如喀麦隆、克罗地亚、罗马尼亚、波斯尼亚和黑塞哥维那、保加利亚及智利，國際婦女節不是公眾假期，尽管如此得到广泛認受。在這一天，男性慣例會贈送花和小禮給予她們生活中的女性——朋友、母親、妻子、女兒、同事等。在一些国家（例如保加利亚及罗马尼亚），也被视为等同于母亲节，在那里孩子會给他们的母亲和祖母贈送小礼物。

### 中華民國
1924年3月5日，廣州《民國日報》發表社論《慶祝國際婦女日》轉述了国民党中央执委会“三八节是国际妇女日”的指示，中国国民党中央妇女部发表公告：“公启者，三月八日是国际妇女日”。这是三八节在中国的肇始。民國十三年在广州市丰宁路西瓜园广场何香凝主持了以“广东各界妇女联合会”的名义召开的國際婦女節纪念会与大巡行。1926年3月6日，在广州河南各界妇女联欢大会上，何香凝提到：“三月八日，就是全世界女子们求解放的日子了。今年这个‘三八’节，我们应该作大规模的运动，一致请愿国民政府实行中国国民党第二次全国代表大会决议，制定男女平等的法律，和切实提高女子教育。”1927年3月8日，何香凝发表谈话：“妇女节，是劳动妇女求解放的一天，在妇女求解放的一天，我们应该知道解放的意义和解放的方法。”1936年“三八”纪念会上，何香凝指出：“我国的妇女运动幼稚和落后，但是我相信我们妇女界的前途，极有希望，因为纪念妇女节的意义，是在要求达到男女间的自由平等，只须我们具有坚决的毅力和奋斗的精神，努力迈进，自然能达到目的。”
民國二十七年中華民國婦女首次參與政治。1938年三八节是全面抗战后的第一个妇女节，何香凝指出：“既然我们所处的环境是在民族解放的炮火下，那么我们的‘三八节’就应该是一个斗争节，该是个动员节，更应该是个大众的精诚团结节。”希望促成妇女运动的统一，呼吁广大妇女参加战地服务工作，参加抗战后援工作，担负救国的责任。
在臺灣，婦女節是國定節日。不過中華民國內政部在1991年取消了原本婦女節時婦女當天可以放假的規定，將該天假期與4月4日兒童節合併放假（即婦女節、兒童節合併假期），理由是可以在家照顧放假的兒童；1998年取消放假，併入週休假期，但適用雙週84工時的勞工仍可於清明節前一日放假一天。

### 中華人民共和國

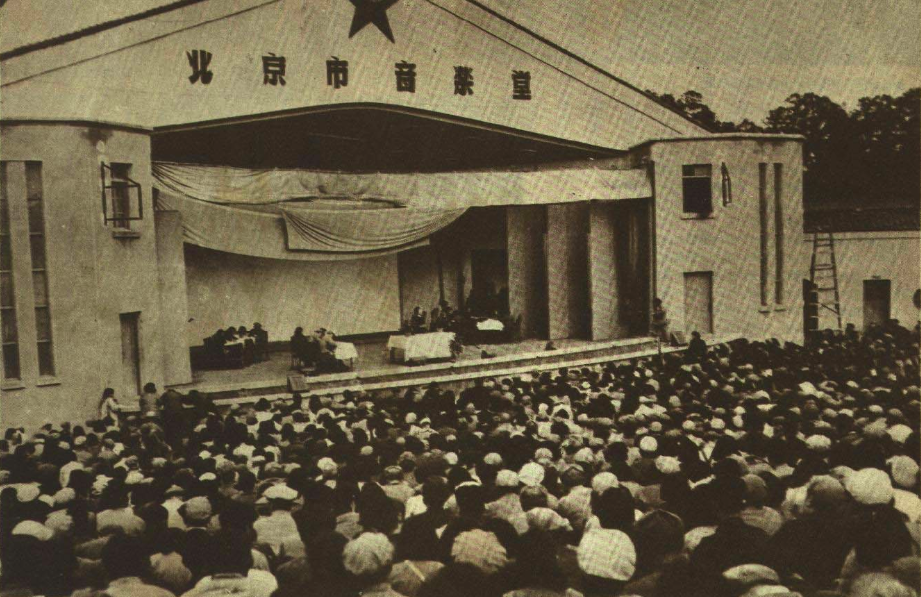
1951年中国北京举办的国际妇女节纪念活动

中華人民共和國建國前，中国共产党支持男女平等，並於1924年在广州首次參加举行了妇女节的纪念活动。1942年，丁玲在延安《解放日报》上发表《三八节有感》一文，她表示：“‘妇女’这两个字，将在什么时代才不被重视，不需要特别的被提出呢？”
1949年12月中华人民共和国中央人民政府正式将3月8日定为妇女节，并举行各种形式的妇女节庆祝活动。根据中华人民共和国国务院发布的《全国年节及纪念日放假办法》（国务院令第270号）第三条规定：妇女节（3月8日）属于部分公民放假的节日及纪念日，妇女放假半天。
中国社会进入21世纪后，对女性普遍性地性别、年龄歧视是常见的社会现象。在此背景下，国际妇女节和“妇女”一词逐渐被污名化，被普遍地排斥，要求改名的呼声络绎不绝。2007年时，全国政协委员张晓梅向全国政协提议将三八妇女节更为三八女人节，她表示“妇女”源自“家庭妇女”，暗示年龄偏大和没有文化的人，故不太受欢迎。改名体现人文关怀、民生关怀。
另一方面，中國高校孕育的以年轻女性為主題的3月7日女生节成为更受欢迎的节日。但是随着女生节的流行，反对“女生节”、反对污名化“妇女”的声音逐渐多了起来，更多女性开始提倡回归到妇女节的初衷，庆祝属于自己的节日，而不是以男性视角为核心的“女生节”“女神节”。

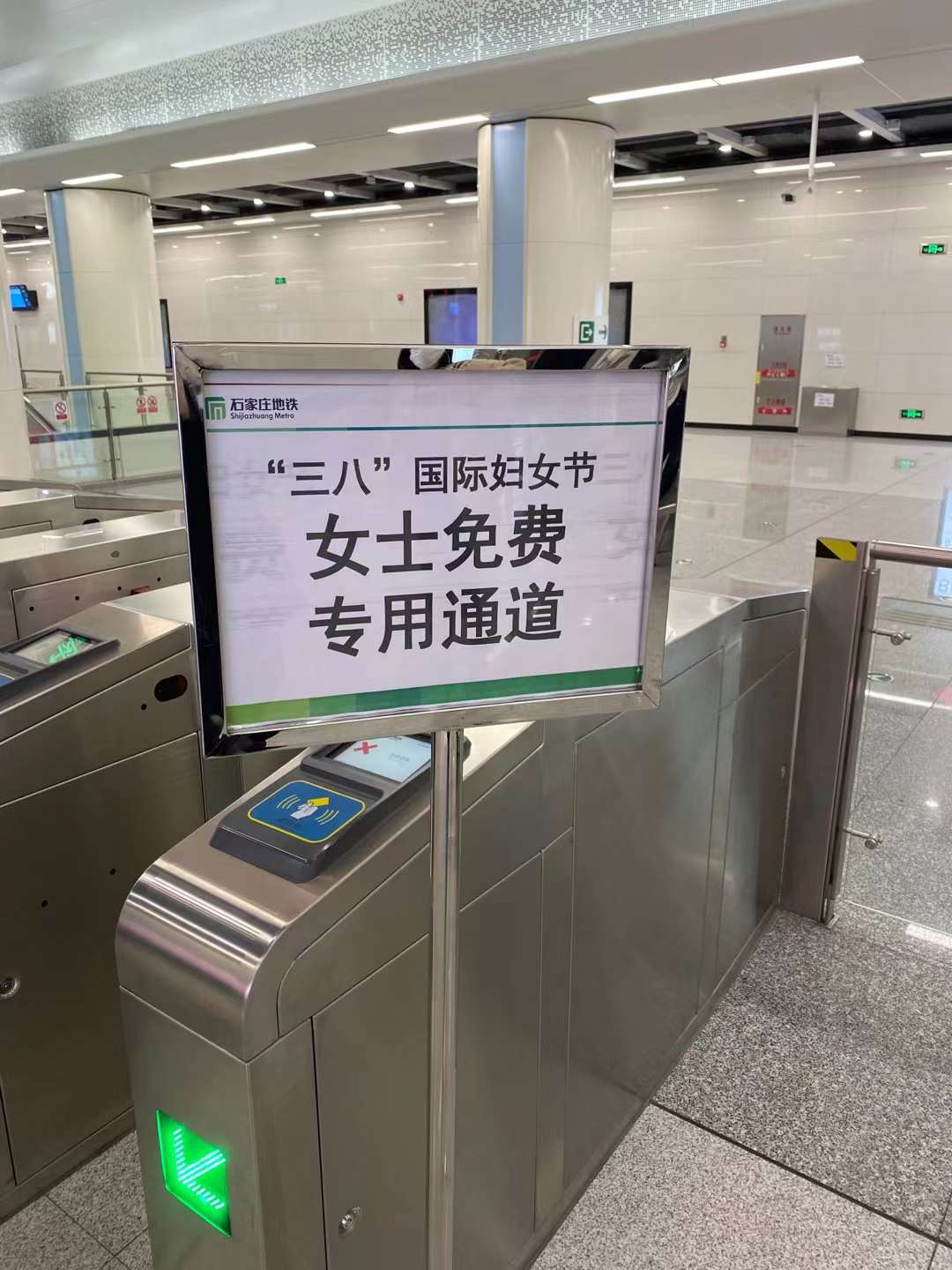
石家庄一地铁站内妇女节免费地铁乘车的标示牌，2022年摄

一部分电子商务公司在妇女节前后举行促销活动。也有一些公共设施在妇女节为女性提供免费服务或折扣。

### 欧洲
国际妇女节在法国被称为，并被广为庆祝。
在義大利，为了庆祝这一天，男人会把黄色的含羞草送给女人。共产主义政治家特蕾莎·马特伊在1946年选择含羞草作为国际妇女节在意大利的象征，因为她觉得妇女节在法国的象征紫罗兰和铃兰太稀少，太昂贵，在意大利无法有效使用。
自2019年以来，德国柏林联邦州也将国际妇女节作为公共假日来庆祝。

### 美国
在美国，女演员兼人权活动家贝娅塔·波兹尼亚克与洛杉矶市长和加州州长合作，游说美国国会议员提议正式承认这个节日。1994年2月，根据贝娅塔·波兹尼亚克的建议，议员麦斯汀·沃特斯和其他79个支持者提出了H.J.Res.316提案，试图正式承认当年的3月8日为国际妇女节。该法案随后被提交众议院邮政及公务员事务委员会审议。国会两院都没有就这项立法进行表决。

## 画廊

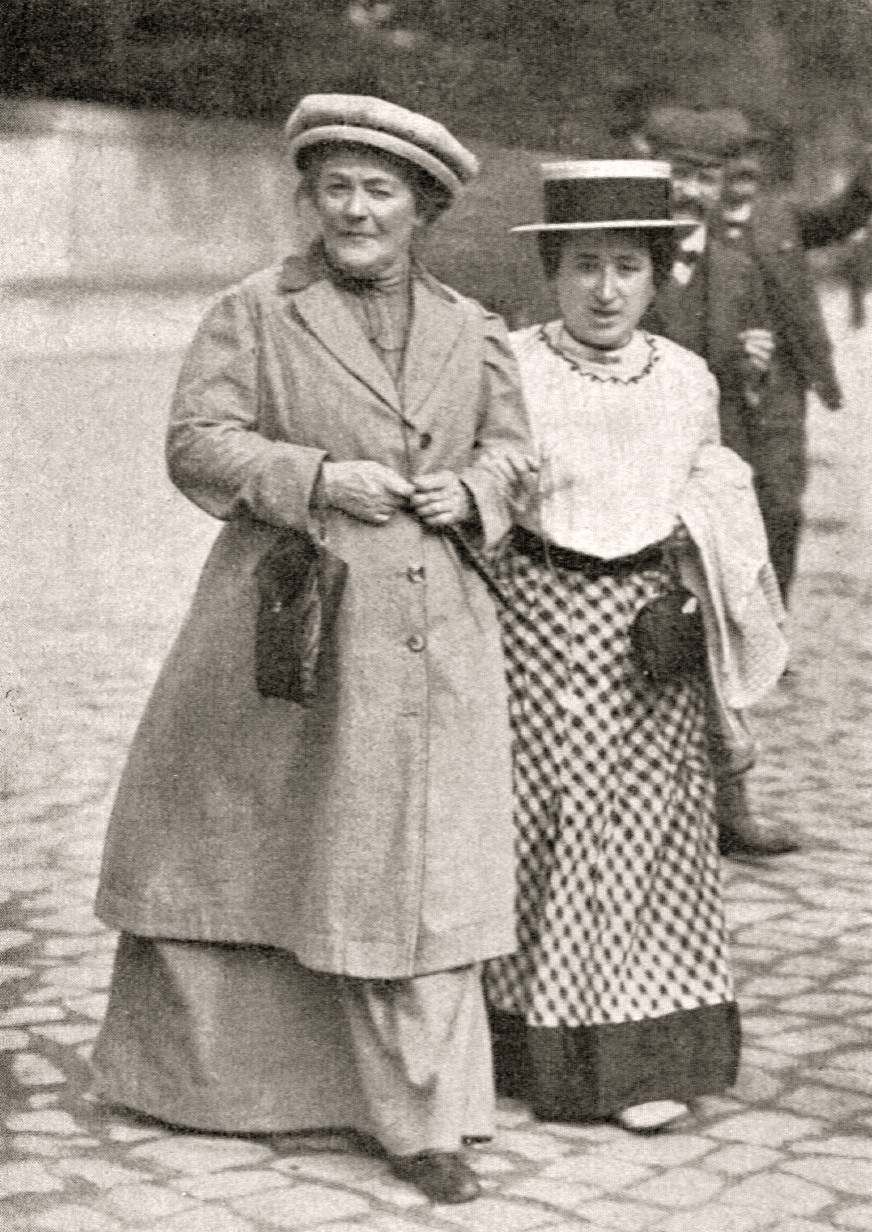
1910年1月，克拉拉·蔡特金和罗莎·卢森堡
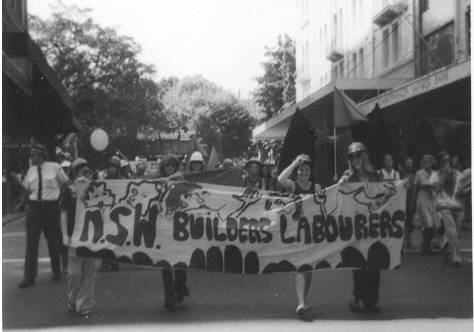
1975年在澳大利亞的婦女運動
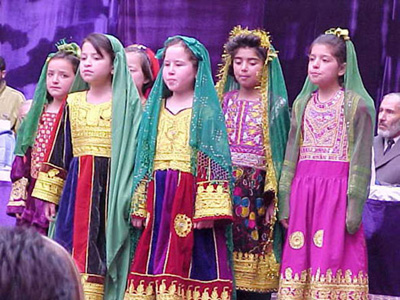
2002年阿富汗妇女事务部纪念活动，美国国际开发署帮助恢复重建。
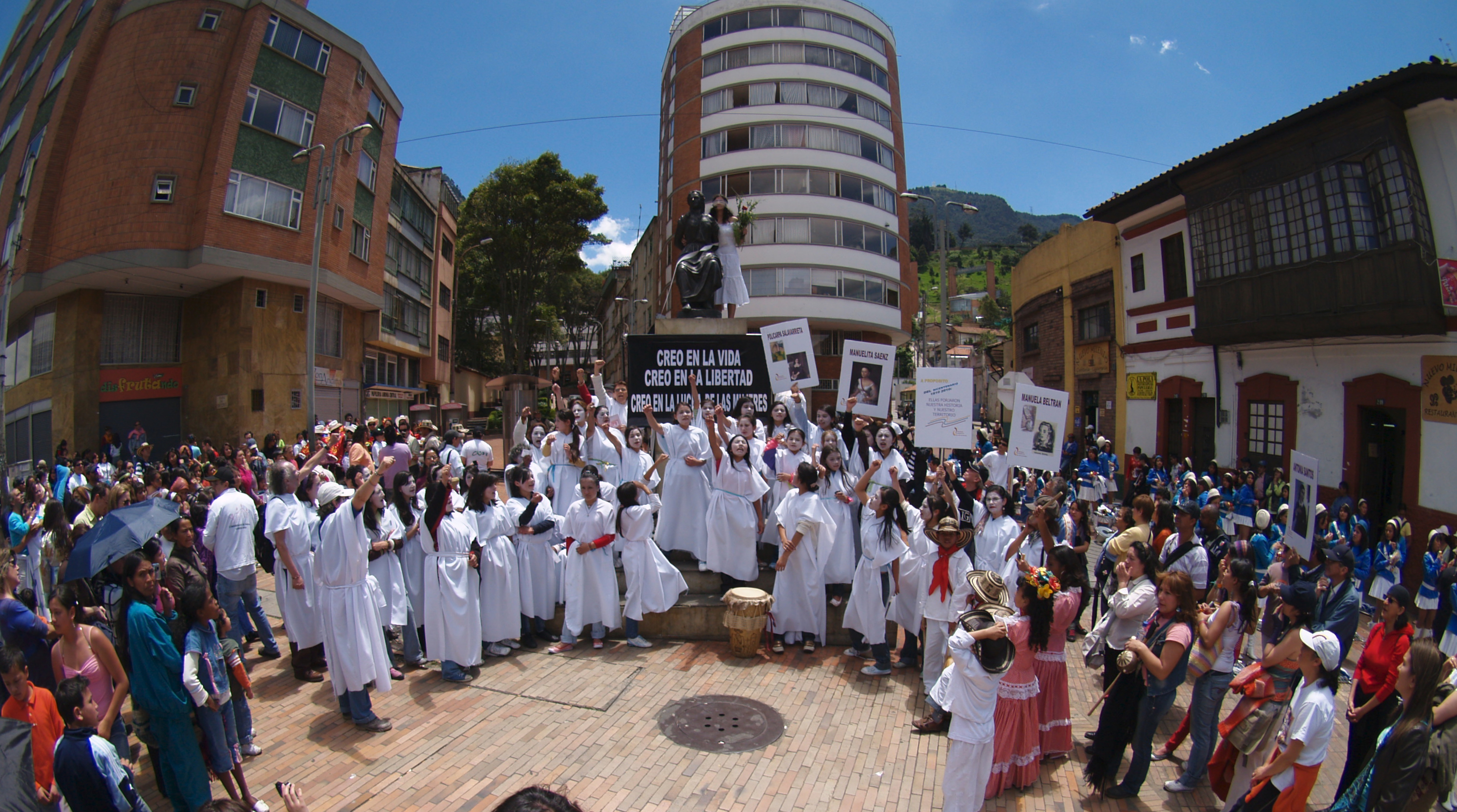
2009年哥伦比亚波哥大
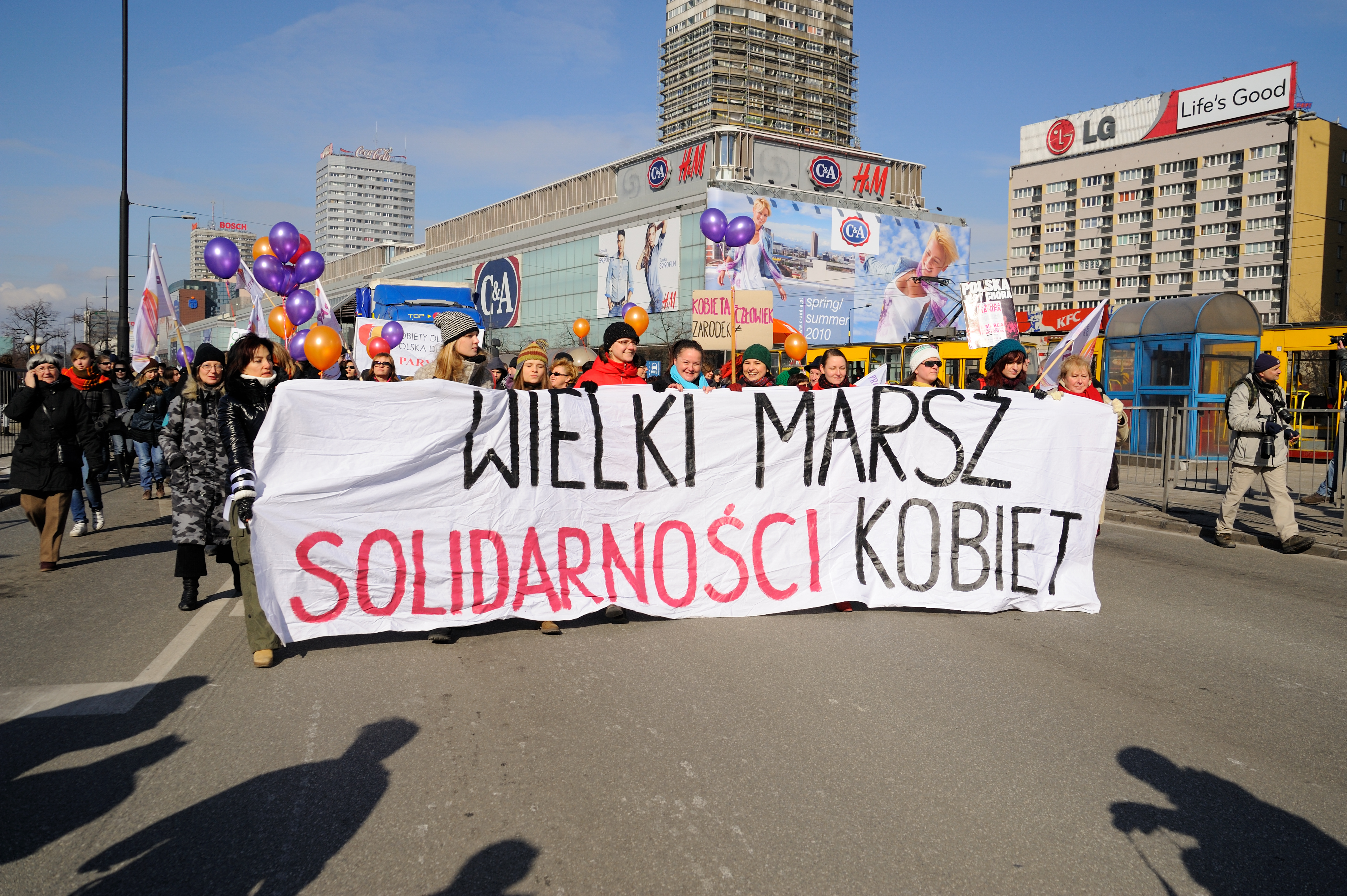
2010年波兰华沙
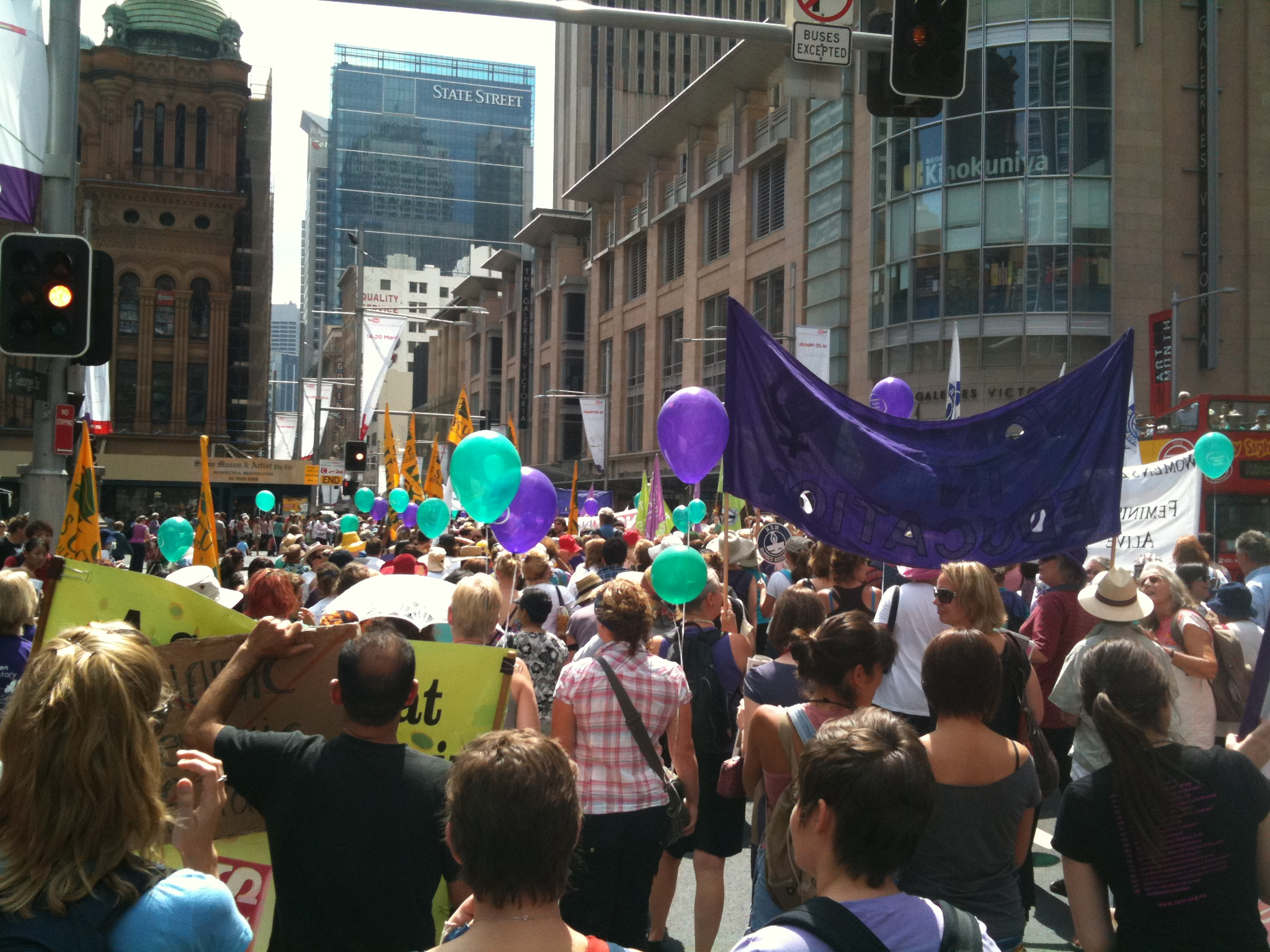
2011年澳大利亚悉尼
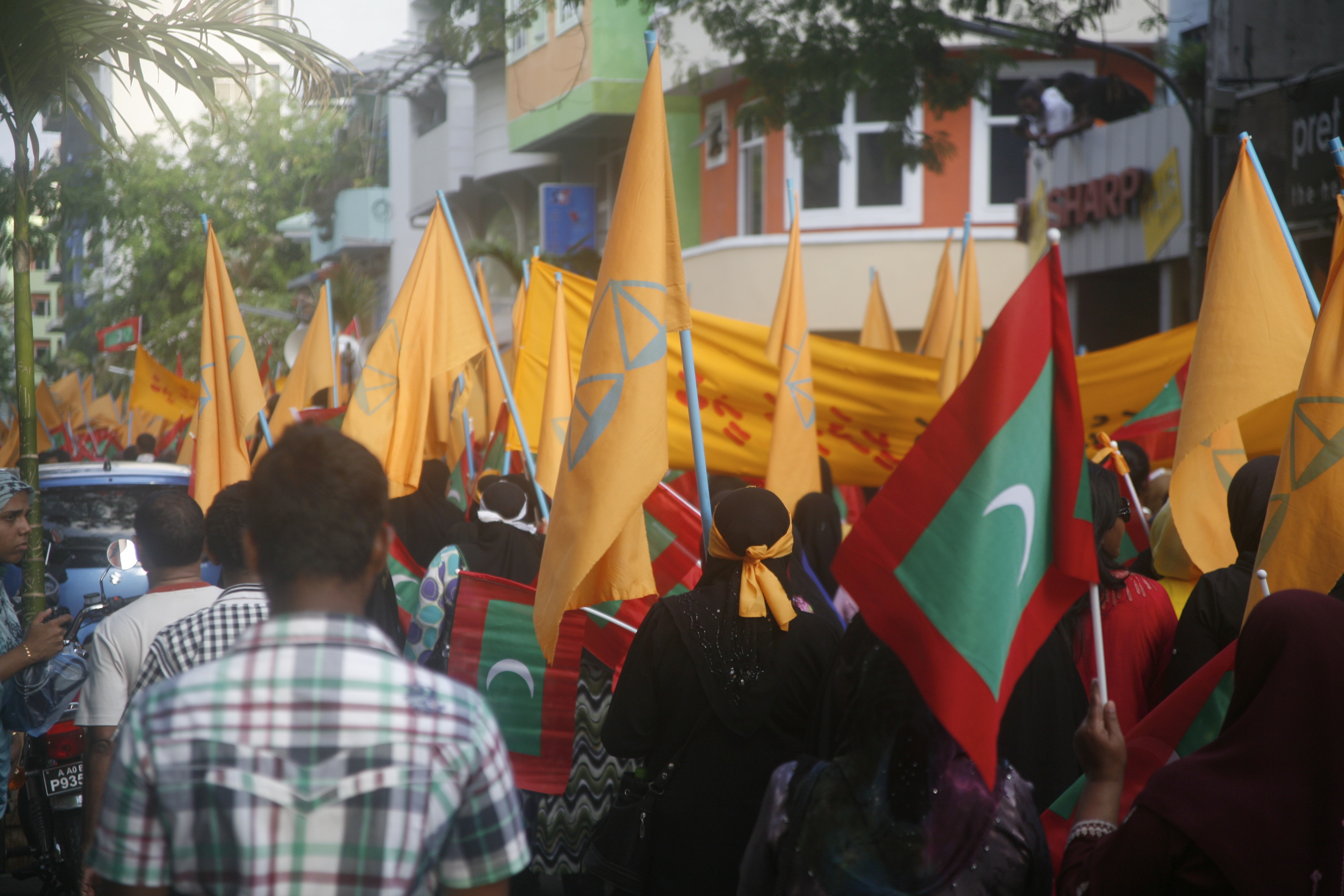
2012年马尔代夫
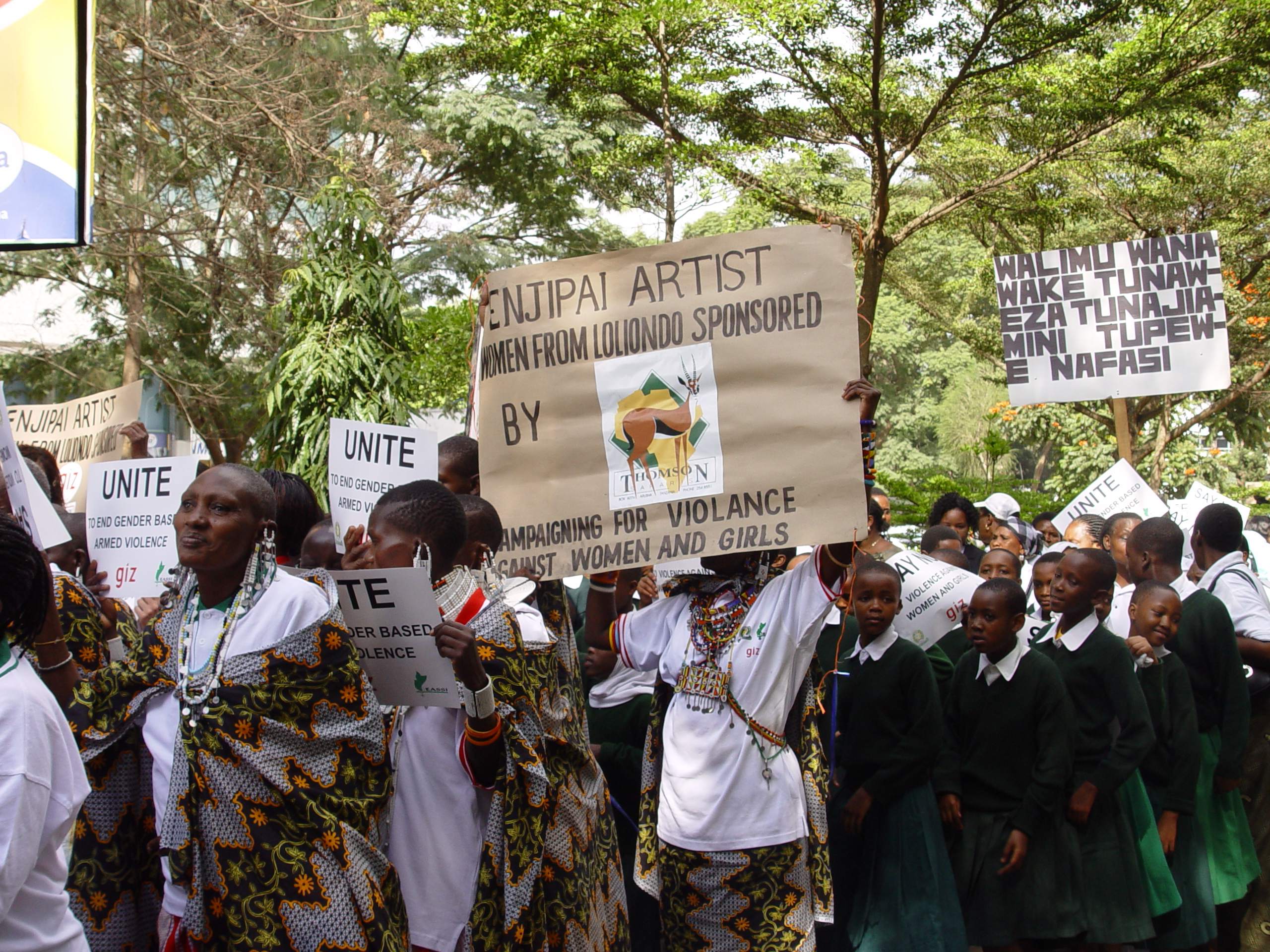
2012年坦桑尼亚阿鲁沙
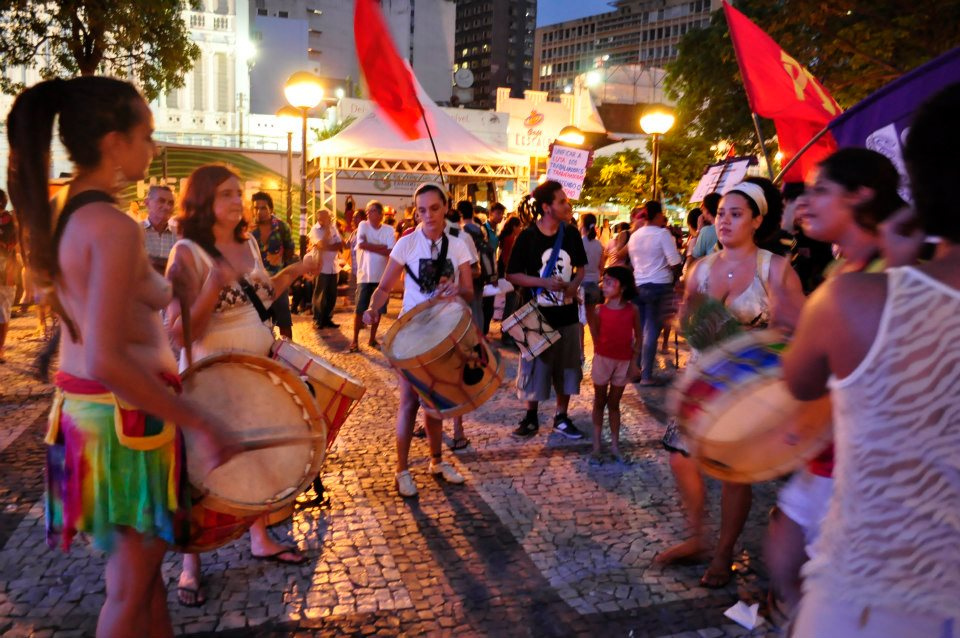
2013年巴西